# La Brigade (groupe)
Pour les articles homonymes, voir La Brigade.
La Brigade est un collectif de hip-hop français, originaire de la banlieue parisienne. 
Ils publient en 1997 un EP intitulé L'Officieux grâce auquel ils signent chez Barclay, et publient leur premier album studio intitulé Le testament en 1999. Il suit en 2001 d'un deuxième album intitulé Il était une fois.
Pour lebonson.org, « La Brigade n’a jamais changé de cap et indéniablement marqué l’histoire du rap français. » Pour Les Inrocks, la Brigade « s’accroche d’une manière touchante à l’idée du communautarisme. Ils n’ont ni leader, ni chef charismatique, mais depuis près de dix ans, les douze brigadiers franciliens avancent ensemble. »

## Biographie
La Brigade est fondée en 1992 dans la banlieue parisienne. Composée de John Deido, Le K.Fear, Ziko, 2 Fray, Fredo, D.Vice, Acid, Base alias Cen Safaraa, Le Brigadier Fantôme, Doc K, Khalifa et Lobo. La Brigade fait ses débuts en 1995 avec un maxi Maxi le ring / J’ai rendez vous / Chacun fait en 1995, contenant leur première chanson J’ai rendez vous.
suivit des autres comme L'Officiel et L'Officieux vers 1997.
Ce dernier EP leur permet de signer au label Barclay et de publier leur premier album studio intitulé Le testament le 15 juin 1999,. Il fait participer IAM, Faf Larage du côté marseillais, et NTM et Ärsenik (Secteur Ä) ou Pierpoljak pour le titre Opération coup de poing. L’album atteint la 23e place des classements musicaux français, et est certifié disque d’or.
En 2001, ils publient leur deuxième album, Il était une fois, sur lequel ils expérimentent de nouveaux horizons musicaux en invitant Mass Hysteria et Junior Kelly. L'album atteint la 49e place des classements musicaux français. En 2001 et 2003, un album et un DVD intitulés Le cercle de la haine, réalisé par Xavier Mauranne, projet initié par le K-Fear, Fredo et Doc K. Après cette publication, La Brigade devient la cible des politiques.
En 2005, le troisième album Un esprit libre ne meurt jamais est publié, et atteint la 141e place des classements musicaux français. En 2007, ils publient leur street album Cours de rattrapage, produit et interprété par Le K.Fear et Fredo (en duo).

## Membres
Composé au départ de 12 membres, venant pour la plupart de la banlieue parisienne, ils sont d'origine africaine (Sénégal...) et antillaises (Guadeloupe, Martinique...) :
- Base alias Cen Safaraa (L'Agent du Paranormal)
- Acid (L'Agent du Subdiminal, L'Agent Crypteur, L'Alchimiste)
- Fredo (L'Agent double)
- 2 Fray (L’Expert)
- Doc K (Le pacificateur)
- Le K.Fear (Le Théoricien, Le Black K. Lauréat)
- John Deïdo (L'Agent spécial)
- Brigadier Fantôme (Le B.F.)
- Ziko (L'Eclaireur), D.Vice (L'agent x), Khalifa (L'agent tactique) et Lobo (compositeur) ont quitté le groupe [réf. nécessaire]

## Discographie

### Albums studio
- 1999 : Le testament
- 2001 : Il était une fois
- 2005 : Un esprit libre ne meurt jamais

### EPs, singles et autres
- 1995 : Le Ring
- 1997 : Maxi blanc / l'officiel (fond blanc et crew noir)
- 1997 : EP noir / l'officieux (fond noir et crew blanc)
- 1998 : J'me fous du boss
- 1999 : Opération coup de poing
- 1999 : Mme Fait ci
- 1999 : Libérez
- 2000 : La Yerpri
- 2001 : Back in bizz (fallait qu'on revienne Remix)
- 2001 : L'origine du monde
- 2001/2003 : Le cercle de la haine (Le K-Fear, Fredo et Doc K) (CD), (DVD)
- 2004 : Change
- 2005 : Mes gars
- 2005 : La Brigade présente Rapocalypse
- 2007 : Cours de rattrapage (Le K-Fear et Fredo, 2CDs)
- 2008 : Anti These (Acid)
- 2009 : Dans la peau d'un noir (Le Pacificateur)
- 2023 : Bring The Beat Back (Le K-Fear)

### Apparitions
- 1995 : Ziko (La Brigade) - Fonkey Dialect (sur la compilation Time Bomb)
- 1997 : Mafia Trece feat. Le K-Fear et Fredo (La Brigade), Oxmo Puccino et Pit Baccardi - Détour vers le futur (sur l'album Cosa Nostra de Mafia Trece)
- 1998 : Expression Direkt (Le T.I.N.) feat. John Deido (La Brigade) - S'l'heure (sur l'album Le bout du monde d'Expression Direkt)
- 1998 : La Brigade - Une histoire de famille (sur le maxi DJ Mark présente Original Bombattak)
- 1998 : La Brigade - Zonzon (sur la B.O. du film Zonzon)
- 1998 : Acid et John Deido (La Brigade) - La prison c'est pas chez toi (sur la B.O. du film Zonzon)
- 1998 : Le K-Fear, Base et 2Fray (La Brigade) - Cause et conséquences (sur la B.O. du film Zonzon)
- 1999 : La Brigade - Même si ça plait pas (Remix) (sur le maxi Opération Coup de Poing de La Brigade)
- 1999 : La Brigade - Faut que ça banque (sur le maxi Libérez de La Brigade)
- 1999 : Sat (Fonky Family), Le K-Fear et Fredo (La Brigade), Casey et Ritmo de la Noche (L'Âme du Razwar) - C'est quoi l'dièze ? (sur la compilation Première Classe, les sessions)
- 1999 : La Brigade - Faut qu'on s'organise (sur la compilation L'Univers Des Lascars)
- 2000 : Acid et Base (La Brigade) - Celui qui sut (sur la compilation Les Militants)
- 2000 : Armaguedon, Base et Acid (La Brigade), G-Kill (2Bal) et JMi Sissoko - Les militants (sur la compilation Les Militants)
- 2000 : Agression Verbale feat. La Brigade - Même le plus fort des hommes a besoin d'amis (sur la compilation Nouvelle Donne II)
- 2001 : K.Fear, John, Acid et Base (La Brigade) - Présumé coupable (sur la compilation Sachons dire non II)
- 2001 : La Brigade - Amina (sur la compilation Ma chanson d'enfance)
- 2001 : La Brigade et DJ Ombre - Immixtion (sur l'album De cercle en cercle de Mass Hysteria)
- 2005 : Acid (La Brigade) feat. Fredy K (Atk), Nokty (Case Nègre), Est Team & Nino Du K2banlieue - M.o.r.t (sur la mixtape Zone Rouge)
- 2006 : Cen Safaraa - Cen Safaraa VS. Booba (sur la compilation Menace sur la planète rap)
- 2008 : K2Banlieue feat Acid (La Brigade) - La rue m'a eu (sur la mixtape L'école de la rue)